# Melithaea capensis
Melithaea capensis is een zachte koraalsoort uit de familie Melithaeidae. De koraalsoort komt uit het geslacht Melithaea. Melithaea capensis werd in 1878 voor het eerst wetenschappelijk beschreven door Studer. 